# Lars Finn
Lars Erik Ingemar Finn, född 22 februari 1914 i Uppsala, död 8 maj 1993 i Solna, var en svensk målare.
Finn var som konstnär autodidakt och företog några studieresor till bland annat Norge. Han medverkade i samlingsutställningar med Uplands konstförening och i flera landsortsstäder. Hans konst består av stilleben och fjällandskap från Norge och Härjedalen.
Han var son till Emil Finn och Helga Bygdelund och bror till Anders Finn. Han var 1941–1952 gift med Gurli Knutsson. Han var även gift med Margit Johansson som han fick tre barn med.